# Харалампий (епископ Магнезийский)
Харала́мпий (греч. Χαράλαμπος, лат. Charalampus, Charalambos, Haralampus, Haralampos, Haralabos, Haralambos, род. ок. 89 года, замучен в 202 году) — святой епископ Магнисийский, священномученик. День памяти — 10 (23) февраля.

## Житие
Святой Харалампий был епископом в Магнисии, области в Малой Азии, римской провинции, носившей то же название. Его имя Χαράλαμπος по-гречески означает озарённый радостью. Он жил во времена правления Септимия Севера (193—211), когда проконсулом Магнезии был Лукиан. Считается, что на момент мученичества святой Харалампий был 113 лет от роду.
Несмотря на преклонный возраст, святой Харалампий был подвергнут безжалостным истязаниям. Его тело драли железными крюками, с тела сдирали кожу. Святой лишь сказал своим мучителям: «Спасибо, братие, за то, что ободрали моё старое тело и обновили мою душу для новой и вечной жизни».
Согласно жизнеописанию святого, по стойкости, с которой он переносил мучения, два воина, Порфирий и Бапт (Baptus), открыто исповедали Христову веру, за что немедленно были усечены мечами. Три женщины, наблюдавших страдания Харалампия, начали прославлять Христа, за что также были вскоре умучены.
Предание сообщает, что Люций (Лукиан) сам взял инструменты для пыток и начал мучить святого Харалампия. Но внезапно предплечье мучителя было отсечено словно мечом. Предание сообщает также, что губернатор Лукиан плюнул в лицо святому, и тотчас его голова развернулась лицом назад. Тотчас Лукиан (Люций) стал молить о помиловании, и был исцелён святым и стал христианином.
Многим пыткам был подвергнут святой, прежде чем предстать пред лицом самого Септимия Севера. Приговорённый к смерти и препровождённый к месту казни, Харалампий молился, чтобы в том месте, где упокоются его мощи, никто не страдал бы от голода или болезней. Помолившись, святой предал душу Богу ещё прежде того, как меч палача коснулся его шеи. Традиция гласит, что дочь императора Севера Галлина была настолько потрясена его кончиной, что обратилась ко Христу и сама погребла святого.
Харалампия почитают в народе как хранителя от внезапной смерти без покаяния, как покровителя домашних животных, защитника урожая. Ему молятся также о благосостоянии и избавлении от голода.

## Прославление
Святой Харалампий погребён в монастыре св. Стефана, что в Метеорах, Греция. От частиц его мощей, пребывающих в различных частях Греции, проистекают многочисленные чудеса.

## Иконография
Изображения святого Харалампия известны с древности, но встречаются довольно редко. Согласно традиции, священномученика Харалампия изображают старцем в богослужебном облачении (подризнике, епитрахили и др.) и в сапожках, с благословляющей десницей и Евангелием или свитком в левой руке.
Встречаются иконы, где священномученик Харалампий представлен в молении Христу, например, на житийной иконе «Священномученик Харлампий Магнезийский с житием» конца XVIII века из собрания Владимиро-Суздальского музея-заповедника. В иконах, кроме фигуры святого, часто изображаются ангелы, передающие в руки Христа чистую душу священномученика.
Особым почётом пользуется икона, написанная на Святой Афонской Горе в XIX веке — там находится частица мощей этого праведника.

## Иконы
- Священномученики Иоанн Воин, Харалампий и Вонифатий. XIX век. Литая икона
- Честная глава священномученика Харалампия. Монастырь Святого Стефана в Метеорах.
- Преподобный Паисий Великий, Избранные святые, Священномученик Харалампий, преподобный Иоанн Кассиан, святой, имя которого неизвестно. XIX век
- Николай Чудотворец, Харалампий, Богоматерь Семистрельная, Богоматерь Феодоровская с образом Спаса Благое Молчание, середина XIX века